# Monica la mitraille (film)
Pour les articles homonymes, voir Monica la mitraille.
Pour plus de détails, voir Fiche technique et Distribution.
Monica la mitraille est un long métrage québécois réalisé par Pierre Houle et sorti en 2004.

## Synopsis
Montréal, 1967. Monique Sparvieri, une jeune mère a vécu, durant sa jeunesse, sous le joug de la pauvreté et de la violence dans le quartier Centre-sud de Montréal. Après des échecs amoureux cuisants, des fréquentations douteuses l'amènent à explorer le milieu de la criminalité. Laissant sa marque par d'audacieux cambriolages de banques, celle qu'on surnomma Monica la mitraille doit jongler avec sa nouvelle vie de talentueuse criminelle qui, croit-elle, empêchera ses enfants de subir les mêmes affres sociales qui l'ont modelée. Le long métrage tente de tracer un portrait de la célèbre braqueuse de banques Monica Proietti.

## Fiche technique
Source : IMDb et Films du Québec
- Titre original : Monica la mitraille
- Réalisation : Pierre Houle
- Scénario : Luc Dionne et Sylvain Guy, d'après le livre Souvenirs de Monica de Georges-Hébert Germain
- Musique : Michel Cusson
- Direction artistique : Marc Ricard
- Décors : Lise Éthier
- Conception visuelle : Michel Proulx
- Costumes : Michèle Hamel
- Maquillage : Diane Simard
- Coiffure : Denis Parent
- Photographie : Éric Cayla
- Son : Véronique Gabillaud, Marcel Pothier, Luc Boudrias, Bernard Gariépy Strobl
- Montage : Gaëtan Huot
- Direction de la production : Martha Fernandez
- Production : Lorraine Richard et Luc Martineau
- Société de production : Cité-Amérique
- Sociétés de distribution : Les Films Séville, Vivafilm
- Budget : 7 millions $ CA
- Pays de production :  Canada
- Lieux de tournage : Montréal et les environs
- Langue originale : français et Anglais
- Format : couleur
- Genre : film de gangsters, Drame historique
- Durée : 123 minutes
- Dates de sortie :
  - Canada : 28 avril 2004 (première au Théâtre Maisonneuve de la Place des Arts de Montréal)[3]
  - Canada : 30 avril 2004 (sortie en salle au Québec)
  - Canada : 30 novembre 2004 (DVD)

## Distribution
- Céline Bonnier : Monique Sparvieri
- Roy Dupuis : Gérard Simard
- Patrick Huard : Gaston Lussier
- Frank Schorpion : Michael Burns
- Isabelle Blais : Sylvana Sparvieri
- Rémy Girard : Maurice Morissette
- Marc Labrèche : Théo Sparvieri
- Mario Jean : Bob Simard
- Julien Poulin : l'enquêteur Loignon
- Anne Casabonne : Paula Sparvieri
- Hugolin Chevrette : Mario Sparvieri
- Alexis Bélec : Maréchal
- Sylvain Massé : Larry
- Émilie Bibeau : Thérèse Viger
- Marie-Josée Gauthier : Marie-Ange Sparvieri, la mère de Monique
- David Gow : « l'Irlandais »
- Louis-Philippe Dandenault :  Laurent
- Hugo Dubé : l'enquêteur Allaire
- Deano Clavet : Babouche, le barman
- Alexander Bisping : Bastien, le policier qui repère la voiture de Monique

## Distinctions
Prix Jutra 2005
- 5 nominations :
  - Meilleur réalisateur pour Pierre Houle
  - Meilleure actrice pour Céline Bonnier
  - Meilleure direction artistique
  - Meilleurs costumes
  - Meilleure coiffure